# Éric Mouloungui
Éric Mouloungui   (Port-Gentil, 1 d'abril de 1984) és un exfutbolista del Gabon de la dècada de 2000.
Fou internacional amb la selecció de futbol del Gabon. Pel que fa a clubs, destacà a RC Strasbourg i OGC Nice.